# George Washington Shonk

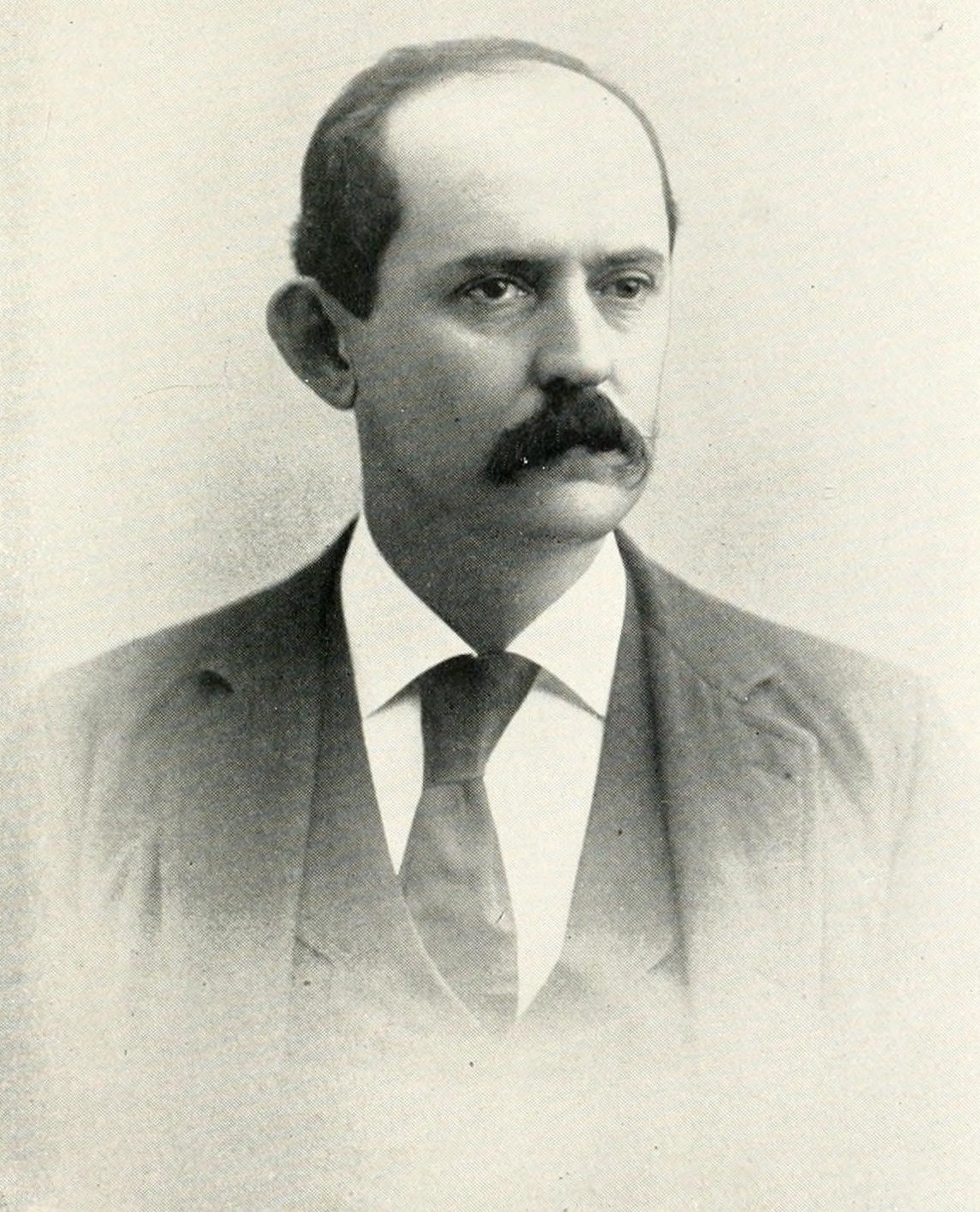
George Washington Shonk

George Washington Shonk (* 26. April 1850 in Plymouth, Luzerne County, Pennsylvania; † 14. August 1900 in Washington, D.C.) war ein US-amerikanischer Politiker. Zwischen 1891 und 1893 vertrat er den Bundesstaat Pennsylvania im US-Repräsentantenhaus.

## Werdegang
George Shonk besuchte die öffentlichen Schulen seiner Heimat und das Wyoming Seminary in Kingston. Danach studierte er bis 1873 an der Wesleyan University in Middletown (Connecticut). Nach einem anschließenden Jurastudium und seiner 1876 erfolgten Zulassung als Rechtsanwalt begann er in Wilkes-Barre in diesem Beruf zu arbeiten. Gleichzeitig schlug er als Mitglied der Republikanischen Partei eine politische Laufbahn ein.
Bei den Kongresswahlen des Jahres 1890 wurde Shonk im zwölften Wahlbezirk von Pennsylvania in das US-Repräsentantenhaus in Washington gewählt, wo er am 4. März 1891 die Nachfolge von Edwin Sylvanus Osborne antrat. Da er im Jahr 1892 auf eine weitere Kandidatur verzichtete, konnte er bis zum 3. März 1893 nur eine Legislaturperiode im Kongress absolvieren. Nach seiner Zeit im US-Repräsentantenhaus praktizierte Shonk wieder als Anwalt in Wilkes-Barre. Außerdem stieg er in das Kohlebergbaugeschäft in Pennsylvania ein. Er starb am 14. August 1900 während einer Geschäftsreise in der Bundeshauptstadt Washington und wurde in seinem Geburtsort Plymouth beigesetzt.